# Székely József (szobrász)
Székely József (Erdőszentgyörgy, 1929. február 8. – Székelyudvarhely, 2006. május 22.) erdélyi magyar szobrászművész.

## Életútja, munkássága
Középiskoláit Erdőszentgyörgyön végezte, majd a kolozsvári a Ion Andreescu Képzőművészeti Főiskola szobrászati szakán szerzett diplomát (1955). 1960-ig önálló művészként dolgozott Székelyudvarhelyen, tagja a székelyudvarhelyi alkotó körnek. 1960-tól a székelyudvarhelyi Benedek Elek Tanítóképzőben volt tanár nyugdíjazásáig (1990). Alkotásait megyei és országos kiállításokon mutatta be.
Főleg köztéri portrészobrairól nevezetes, ezek közül Székelyudvarhelyen a Sétatéren áll Tomcsa Sándor (1997), Kibéden Kibédi Mátyus István (domborműportré, 2000), Zagyvarékason Móricz Zsigmond és II. Rákóczi Ferenc szobra. Erdőszentgyörgyön Rhédey Klaudia grófnő szobrát 2012-ben avatták fel a Rhédey-kastély udvarán, a szobor eredetijét 1996-ban alkotta Székely József, sokáig a Rhédey-emlékszobát díszítette, később restaurálás alá került. Az eredeti gipsz szobor nyomán a bronz mását Sánta Csaba szovátai képzőművész öntötte meg, a talapzatot a csíkszeredai Dóczy András kőfaragó készítette.
2005-ben állították fel Baróti Szabó Dávid bronz mellszobrát az udvarhelyi katolikus templom közelében. Korábbi nevezetes szobrai: Bokályfestőnő, azaz korondi fazekasnő, mely a székelyudvarhelyi központi szökőkút egyik figurája (1956), Napozó nő (1969) című szobra is Székelyudvarhely központjában látható.